# 杜尔拉赫
杜尔拉赫（德語：Durlach）是德国巴登-符腾堡州卡尔斯鲁厄的市辖区，面积22.94平方千米，2020年12月31日人口43,600。1565年-1718年间，杜尔拉赫曾是巴登-杜爾拉赫藩侯國的首府。
杜尔拉赫曾是一个独立的市镇。1938年4月1日，杜尔拉赫并入卡尔斯鲁厄。